# Legend of the Fist: The Return of Chen Zhen
Pour plus de détails, voir Fiche technique et Distribution.
Legend of the Fist: The Return of Chen Zhen (Jing wu feng yun: Chen Zhen) est un film d'arts martiaux chinois et hongkongais réalisé par Wai-keung Lau (Andrew Lau), sorti en 2010, avec Donnie Yen dans le rôle de Chen Zhen. Il constitue la suite du film Fist of Legend de 1994.

## Synopsis
Après avoir combattu en France durant la Première Guerre mondiale, Chen revient à Shanghai en prenant l'identité de Qi Tianyuan, un camarade tué au front. Chen participe à un mouvement de résistance clandestin pour arrêter l'envahisseur japonais en se déguisant en super-héros masqué. Devenu associé de Liu Yutian pour gérer le cabaret Casablanca, il tombe amoureux de kiki, qui se révèle être une japonaise. Pendant ce temps la rivalité de deux généraux Chinois, Zeng et Zhuo, est encouragée par le chef militaire japonais, le colonel Chikaraishi Takeshi.

## Distribution
- Donnie Yen (VF : Benjamin Pascal) : Chen Zhen
- Shu Qi (VF : Céline Mauge) : Kiki / Fang Qing / Capitaine Yamaguchi Yumi
- Anthony Wong Chau-sang (VF : Constantin Pappas) : Liu Yutian, propriétaire du Casablanca
- Huang Bo (VF : Luq Hamet) : inspecteur de police Huang Haolong
- Kohata Ryu (VF : Guillaume Lebon) : Colonel Chikaraishi Takeshi
- Zhou Yang (VF : Julie Jacovella) : Qi Zhishan, sœur présumée de Chen Zhen
- Huo Siyan : Weiwei, concubine du général Zeng
- Shawn Yue (VF : Sylvain Agaësse) : Général Zeng
- Ma Yue (VF : Sam Salhi) : Général Zhuo, rival du général Zeng
- Ma Su : femme du général Zhuo
- Chen Jiajia : Huang Yun, espionne japonaise travaillant au Casablanca
- Zhang Songwen : Wenzai, éditeur du Shanghai Times